# Jungk Hill
Jungk Hill är en kulle i Antarktis. Den ligger i Östantarktis. Nya Zeeland gör anspråk på området. Toppen på Jungk Hill är 709 meter över havet.
Terrängen runt Jungk Hill är kuperad norrut, men söderut är den bergig. Trakten är obefolkad. Det finns inga samhällen i närheten.